# Protestos no Líbano em 2011
Protestos no Líbano em 2011, também conhecidos como Intifada da Dignidade ou Revolta da Dignidade, foram considerados como sendo influenciados pela Primavera Árabe. Os principais protestos concentraram-se em reivindicações por reformas políticas, especialmente contra o confessionalismo no Líbano. Os manifestantes também se opõem à corrupção generalizada e ao clientelismo. No centro das iniciativas de protesto esteve a população jovem. Os protestos começaram no início de 2011 e diminuíram até o final do ano. Em outro aspecto da Primavera Árabe, facções pró e anti-Assad libanesas passaram à violência sectária.

## Contexto

### Queda do governo em 2011
Em 12 de janeiro de 2011, o governo entrou em colapso depois que o ministro da Energia, Gebran Bassil, anunciou que todos os dez ministros da oposição renunciaram após meses de advertências pelo Hezbollah de que não permaneceria inerte caso houvesse denúncias contra o grupo pelo Tribunal Especial para o Líbano do assassinato de ex-primeiro-ministro Rafic Hariri. As acusações preliminares foram emitidas em 17 de janeiro como esperado. O Ministro de Estado nomeado pelo presidente Michel Suleiman, Adnan Sayyed Hussein, renunciou depois trazendo o número total de ministros que designaram para onze o que causou a queda do governo. O New York Times sugeriu que as renuncias ocorreram após o colapso das negociações entre a Síria e a Arábia Saudita para aliviar as tensões no Líbano. As renúncias resultaram da recusa do premiê Saad Hariri de convocar uma sessão do gabinete de emergência para discutir a possibilidade de retirar a cooperação com o Tribunal Especial para o Líbano.
Suleiman, que é constitucionalmente responsável pela formação de um novo governo, aceitou as renúncias e também pediu a Hariri para que continuasse a exercer suas funções provisórias enquanto se aguarda a formação de um novo governo, declarando em um comunicado: "Em conformidade com a cláusula 1 do Artigo 69 da Constituição Libanesa sobre as circunstâncias em que o governo é considerado resignado ... no momento em que o governo perdeu mais de um terço de seus membros ... o gabinete [é solicitado a] atuar como um governo interino até a formação de um novo governo."
A Aliança de 8 de Março nomeou Najib Mikati para formar um governo em conformidade com as normas aceitas de que um primeiro-ministro deve ser um sunita (embora a maioria dos sunitas sejam partidários da Aliança de 14 de Março). O sunita Najib Mikati, um milionário das telecomunicações, confirmou depois de se encontrar com o presidente do país Michel Suleiman, que foi escolhido como novo primeiro-ministro e que iniciaria suas consultas para formar o novo governo. Mikati era o candidato apoiado pela coalizão de partidos liderada pelo Hezbollah e se comprometeu a dialogar com todas as forças políticas. A mudança na liderança do governo, até então ocupada por Saad Hariri, aprofundou a crise politica no Líbano levando milhares de simpatizantes de Saad Hariri sairiam às ruas de Trípoli, o reduto sunita, para protestar contra a nomeação de Mikati como o novo chefe de governo com o apoio de 65 parlamentares dos 128 do Parlamento.

## Protestos
No dia 25 de janeiro, os partidários pró-Hariri realizam manifestações do "dia de fúria", enquanto os legisladores votam para apoiar o candidato do Hezbollah a primeiro-ministro. Milhares de pessoas participam e as marchas se tornam violentas.
Em 27 de fevereiro, centenas de libaneses marcharam ao longo da antiga linha de demarcação na capital Beirute contra o sistema político sectário do país. Um protesto sentado pacífico em Sidon também ocorreu.
Em 6 de março, em manifestações subsequentes à manifestação de 27 de fevereiro, cerca de 8.000 pessoas marcharam de Dora para Beirute na segunda rodada de uma campanha para "derrubar o regime sectário" e seus principais símbolos e pedir por um Estado secular. Protestos semelhantes ocorreram em Baalbek e Sidon.
No dia 13 de março uma manifestação foi organizada pela Aliança de 14 de Março, na qual várias centenas de milhares de partidários compareceram em comemoração ao início da Revolução dos Cedros, seis anos antes. A principal reivindicação da manifestação foi pedir o desarmamento do Hezbollah e renovar o apoio aos ideais da revolução.
Em 20 de março milhares de libaneses saíram às ruas para protestar contra a natureza sectária do sistema de governo. Este foi o terceiro protesto contra o sistema político sectário.
Em confrontos interfaccionais em Trípoli, sete pessoas foram mortas e 59 ficaram feridas, em 17 de Junho. Os confrontos armados começaram depois de uma manifestação em apoio aos manifestantes sírios. Eclodiram os combates entre atiradores posicionados nos bairros rivais de Jabal Mohsen (principalmente alauítas que apoiam o governo sírio) e Bab al-Tabbaneh (principalmente sunitas, apoiando a revolta síria). Entre os mortos estavam um soldado do exército libanês e um funcionário alauíta do Partido Democrático Árabe.
Em 26 de junho, centenas de pessoas marcharam em direção ao parlamento em Beirute, exigindo o fim do sistema confessional do Líbano.
Ocorre o que a imprensa local considerou ser a maior greve geral de sua história no dia 12 de outubro.  A Confederação Geral do Trabalho exige salários mais altos, entre outras coisas. O gabinete acedeu a essas demandas, e as marchas foram suspensas. No entanto, o sindicato dos professores se recusou a aceitar, entrou em greve mesmo assim e paralisou o sistema educacional do país.
Em 15 de dezembro, 5.000 manifestantes ocuparam as ruas do centro de Beirute como parte de uma greve de professores, que é dito ser um precursor de uma greve geral planejada para a semana seguinte.

## Consequências
Em 5 e 6 de outubro de 2011, o exército sírio invadiu brevemente (matando uma pessoa) antes de recuar novamente através da fronteira, causando instabilidade no governo de Mikati.
Outras incursões dos militares sírios no território libanês ocorreram em dezembro de 2011, resultando em mais mortes, e também em março de 2012. Além dos confrontos em Trípoli em março entre alauítas e sunitas, essas incursões nas fronteiras aumentaram o temor de que a revolta síria afetasse o Líbano. Os confrontos aumentariam muito em maio e junho, deixando dezenas de mortos e centenas de feridos.